# Intercolegial de rugby
El Intercolegial de rugby es un torneo de rugby entre colegios de Maracay en Venezuela. Se jugó por primera vez en 2010 y fue una iniciativa del Colegio El Araguaney con el fin de reclutar jugadores para el equipo juvenil del Club de Rugby Araguaney.
El formato utilizado es el mismo del Torneo de las Tres Naciones. Participan tres equipos y juegan todos contra todos en una sola ronda. Los dos mejores clasifican a una segunda ronda. 

## Equipos participantes
- Colegio Humboldt
- Colegio El Araguaney
- Colegio Los Próceres

## Final 2010
| Campeón          | Marcador | Subcampeón           | Sede de la final            |
| ---------------- | -------- | -------------------- | --------------------------- |
| Colegio Humboldt | 24-12    | Colegio El Araguaney | Parque El Ejército, Maracay |